# Натан-Вонг, Тайла
Тайла Натан-Вонг (англ. Tyla Nathan-Wong; родилась 1 июля 1994 в Окленде) — новозеландская регбистка и игрок в тач-регби, играющая на позиции защитника. Серебряный призёр летних Олимпийских игр 2016 года по регби-7.

## Игровая карьера
Окончила среднюю школу Линфилд и Линфилдский колледж, занималась тач-регби и играла за сборную Новой Зеландии по этому виду спорта. В 2012 году в возрасте 18 лет стала самым юным игроком в истории сборной Новой Зеландии по регби-7, в её составе выиграла титул чемпионки мира в 2013 году. В том же году признана лучшей молодой спортсменкой-маори года, в 2014 году была номинирована на ту же премию.
В 2015 году Натан-Вонг получила приз лучшей регбистки Новой Зеландии в регби-7 по итогам года. Также она играла на Олимпиаде в Рио-де-Жанейро в 2016 году, где набрала 29 очков благодаря одной попытке и 12 успешным реализациям. При этом в полуфинале против Великобритании она пять раз промахнулась на реализация, а в финале против Австралии два её промаха также не позволили новозеландкам вырвать олимпийское золото, вследствие чего у новозеландок было только серебро. В 2017 году стала капитаном сборной по регби-7. В сезоне 2017/2018 вошла в Топ-5 рекордсменок Мировой серии по регби-7 по числу набранных очков (159) при итоговых 670 очках за сборную в Мировой серии всего. В 2018 году в составе сборной по регби-7 выиграла второй в карьере чемпионат мира.

## Личная жизнь
Родом из иви (племени) Нгапухе. Играть в регби училась под руководством отца и дедушки. Любимые фильмы — «Король Лев» и «Холодное сердце», любимая актриса — Сандра Буллок, любимый регбист — Анна Ричардс, любимые спортсмены иных видов спорта — Валери Адамс (толкание ядра), Джонатан Тёрстон (регбилиг) и Лиза Кэррингтон (гребля на байдарках).